# Brachylomia stricta
Brachylomia stricta là một loài bướm đêm trong họ Noctuidae.